# Eleccions al Parlament del Regne Unit de 2001
Les eleccions al Parlament del Regne Unit de 2001 es van celebrar el 7 de juny de 2001 al Regne Unit. El Partit Laborista va assolir la seva segona victòria consecutiva, amb 166 diputats de diferència amb el Partit Conservador, només els Liberal demòcrates van guanyar sis escons. Per altra banda, el Sinn Féin assolí representació a Westminster.

## Resultats
| Partit                             | Líder                       | Vot popular | %     | Escons | Canvi (de 1997) |
| Partit Laborista                   | Tony Blair                  | 10,724,953  | 40,7% | 413    | -5              |
| Partit Conservador                 | William Hague               | 8,357,615   | 25,5% | 166    | +1              |
| Liberal demòcrates                 | Charles Kennedy             | 4,814,321   | 7,9%  | 52     | +6              |
| Partit Nacional Escocès            | Alex Salmond                | 464,314     | 0,8%  | 5      | -1              |
| Partit Unionista de l'Ulster       | David Trimble               | 216,839     | 0,8%  | 6      | -4              |
| Plaid Cymru                        | Ieuan Wyn Jones             | 195,893     | 0,7%  | 4      |                 |
| Partit Unionista Democràtic        | Ian Paisley                 | 181,999     | 0,7%  | 5      | +3              |
| Sinn Féin                          | Gerry Adams                 | 175,933     | 0,7%  | 2      | +2              |
| Social Democratic and Labour Party | John Hume                   | 169,865     | 0,6%  | 3      | 0               |
| Health Concern                     | Richard Taylor              | 28.487      | 0,1%  | 1      | 0               |
| UK Independence                    | Jeffrey Titford             | 390,563     | 1,2%  | -      | 0               |
| Verds                              | Mike Woodin/Margaret Wright | 166,477     | 0,6%  | -      | 0               |
| Partit Nacional Britànic           | Nick Griffin                | 47,129      | 0,2%  | -      | 0               |
| Partit Socialista Escocès          | Tommy Sheridan              | 72,516      | 0,3%  | -      | 0               |
| Mebyon Kernow                      | Dick Cole                   | 3.199       | 0,0%  | -      | 0               |